# Barbarian: The Ultimate Warrior
No se debe confundir con Barbarian de la desarrolladora Psygnosis.
Barbarian: The Ultimate Warrior es un videojuego lanzado por primera vez para computadoras personales Commodore 64 en 1987; el título fue desarrollado y publicado por Palace Software, y portado a otras computadoras en los siguientes meses. Los desarrolladores licenciaron el videojuego a Epyx, quien lo publicó como Death Sword en los Estados Unidos. En España se distribuyó bajo el nombre Barbarian: El guerrero definitivo por parte de Erbe Software.
Este es un videojuego de lucha que les da a los jugadores control sobre bárbaros con espada. En el modo de dos jugadores del videojuego, estos enfrentan a sus personajes entre sí. También tiene un modo para un jugador, en el que el bárbaro del jugador enfrenta una serie de desafíos establecidos por un mago malvado para rescatar a una princesa.
En lugar de usar ilustraciones pintadas para ilustrar la caja del videojuego, Palace Software usó fotografías de modelos contratados. Estas fotografías, también utilizadas en campañas publicitarias, presentaban a Michael Van Wijk (quien más tarde se haría famoso como el personaje 'Wolf' en la serie de televisión Gladiators) como el héroe bárbaro y una Maria Whittaker luciendo un bikini bastante revelador, una modelo que luego se asoció con las sesiones de fotos en topless de «Chicas de la página tres» del tabloide The Sun. Esta estrategia de marketing de Palace Software provocó controversia en el Reino Unido, con protestas centradas en los aspectos sexuales del envoltorio más que las decapitaciones y otras formas de violencia vistas dentro del videojuego. La controversia resultante aumentó el perfil de Barbarian, ayudando a que fuera un éxito comercial. Los críticos profesionales de videojuegos quedaron impresionados con su combate rápido y furioso, y sus toques de humor. Este videojuego fue el mayor logro de Palace Software; impulsado por el éxito de Barbarian, Palace Software amplió sus operaciones y comenzó a publicar el trabajo de otros desarrolladores. En 1988, la compañía lanzó una secuela, Barbarian II: The Dungeon of Drax.

## Jugabilidad
Barbarian: The Ultimate Warrior es un videojuego de lucha que admite uno o dos jugadores. Los jugadores asumen los roles de bárbaros armados con espadas, que luchan en lugares como un claro del bosque y un "foso de combate". El modo enfrentamiento del juego permite a un jugador luchar contra otro o contra la computadora en combates con límite de tiempo. También presenta un modo historia para un jugador, que comprende una serie de desafíos relacionados con la trama.
Usando palanca de mando o el teclado, los jugadores mueven a sus personajes por la arena, saltando para esquivar golpes bajos y rodando para esquivar o derribar al oponente. Al mantener presionado el botón de disparo y mover el controlador, los jugadores dirigen a los bárbaros a patear, golpear con la cabeza o atacar con sus espadas. Cada bárbaro tiene 12 puntos de vida, que se representan como 6 círculos en las esquinas superiores de la interfaz. Un ataque exitoso contra un bárbaro le quita uno de sus puntos de vida (medio círculo). El personaje muere cuando sus puntos de vida se reducen a cero. Alternativamente, un golpe oportuno en el cuello decapita al bárbaro, matándolo instantáneamente, ante lo cual un goblin ingresa en la arena, patea la cabeza y arrastra el cadáver para sacarlo de la arena.
Si los jugadores no ingresan ningún comando por un tiempo, el juego intenta una acción autorreferencial para atraer su atención: los bárbaros se giran para mirar hacia los jugadores, se encogen de hombros y dicen "C'mon!" (traducido como "¡Venga!" o "¡Vamos!"). El videojuego otorga puntos por ataques exitosos; cuanto más complejo sea el movimiento, mayor será la puntuación otorgada. Una tabla de puntuaciones muestra los puntos más altos alcanzados en el juego.

### Modo historia para un jugador
En el modo historia para un jugador, el jugador controla a un bárbaro sin nombre que está en una misión para derrotar al malvado mago Drax. La princesa Mariana ha sido secuestrada por Drax, quien está protegido por 8 guerreros bárbaros. El protagonista se enfrenta a cada uno de los demás bárbaros en un combate a muerte.Tras vencerlos, se enfrenta al mago. Después de que el bárbaro haya matado a Drax, Mariana se arrodilla a los pies de su salvador y la pantalla se funde a negro. La versión estadounidense del videojuego llama al protagonista como "Gorth".

## Desarrollo
En 1985, Palace Software contrató a Steve Brown como diseñador y artista de videojuegos. Ideó el concepto de enfrentar a una bruja voladora en escoba contra una calabaza monstruo, y creó Cauldron y Cauldron II: The Pumpkin Strikes Back. Los dos videojuegos fueron éxitos comerciales y a Brown se le dio total libertad para su tercer trabajo. Se inspiró en las pinturas de fantasía de Frank Frazetta para crear un videojuego de lucha con espadas que fuera "brutal y lo más realista posible".
Brown basó el videojuego y sus personajes en la serie de Conan el Bárbaro, después de haber leído todas las historias de Robert E. Howard sobre el guerrero homónimo. Conceptualizó 16 movimientos y los practicó con espadas de madera, filmando sus sesiones como referencias para la animación del videojuego. Un movimiento, "Web of Death" (traducido como "Telaraña de la muerte"), fue copiado de la película de espada y brujería Conan el Destructor de 1984. Al girar la espada como una hélice, Brown "casi se saca el ojo" cuando practicaba el movimiento. Al reproducir los vídeos, el equipo trazó fotograma de acción sobre hojas plásticas transparentes colocadas sobre la pantalla de televisión. Los trazados se transfirieron a una cuadrícula que ayudó al equipo a mapear las imágenes del juego de espadas, píxel por píxel, a una forma digital. Brown se negó a seguir la convención de usar sprites pequeños para representar a los luchadores en el videojuego, lo que obligó a los programadores a concebir un método para animar bloques más grandes de gráficos: el cofundador de Palace Software, Richard Leinfellner, dijo que "multiplexaron los sprites y tenían diferentes tablas de consultas para diferentes fotogramas".
Sintiendo que la mayoría de las ilustraciones para las cajas de videojuegos en aquel momento eran "bastante pobres", Brown sugirió que una "imagen icónica de fantasía con personas reales sería un gran gancho para la campaña publicitaria". Sus superiores estuvieron de acuerdo y organizaron una sesión de fotografías, contratando a los modelos Michael Van Wijk y Maria Whittaker para posar como el bárbaro y la princesa. Whittaker era una modelo de toples, que aparecía con frecuencia en el tabloide The Sun. Ella usó un bikini diminuto para la sesión, mientras que Van Wijk, vistiendo solo un taparrabos, posó con una espada. Palace Software también incluyó un póster de Whittaker disfrazada junto con el videojuego. Justo antes del lanzamiento, la compañía descubrió que el desarrollador Psygnosis estaba produciendo un videojuego también titulado Barbarian, aunque del género de plataformas. Después de varias discusiones, Palace Software agregó el subtítulo "The Ultimate Warrior" para diferenciar los dos productos.
Los sonidos de los personajes provienen de la película de 1985 Red Sonja, protagonizada por Arnold Schwarzenegger y Brigitte Nielsen. El más destacado es el sonido "¡EEY-ECH!" que suena cuando el jugador intenta decapitar a un oponente. Este sonido en particular se puede encontrar cerca del comienzo de la película, cuando el personaje de Schwarzenegger es emboscado después de sacar una flecha de la espalda de la dama.

### Lanzamientos
Barbarian fue lanzado en 1987 inicialmente para el Amstrad CPC, Commodore 64 y ZX Spectrum, y posteriormente fue portado a la mayoría de las demás computadoras domésticas. Estas máquinas variaban en sus capacidades, por lo que el software se modificó en consecuencia. La versión para los sistemas de 8 bits es mayormente monocromática, mostrando los contornos de los bárbaros sobre fondos de un solo color. Los sonidos están grabados a una tasa de muestreo más baja.Por el contrario, la versión para Atari ST, que cuenta con buses de 16 y 32 bits, presenta una mayor variedad de fondos y gráficos ligeramente mejores que la versión original. Su modo historia también enfrenta al jugador contra 10 bárbaros en lugar de los 8 habituales.Las versiones para Atari ST y Amiga de 32 bits incluyen muestras de sonido digitalizadas;esta última también cuenta con voz digitalizada. Cada combate comienza con la frase "Prepare to die!" (traducido como "¡Prepárate para morir!"), y los golpes metálicos resuenan cuando las espadas chocan entre sí.
Tras sus lanzamientos iniciales, Barbarian fue relanzado varias veces; el sello de bajo costo Kixx publicó estas versiones sin Whittaker en las portadas.En Estados Unidos, la distribuidora de videojuegos Epyx adquirió la licencia de Barbarian y lo lanzó bajo el título Death Sword como parte de su serie de videojuegos "Maxx Out!".

## Recepción y legado
El videojuego original fue aclamado por la crítica en su momento por ser uno de los mejores videojuegos de lucha de uno contra uno, pero también creó mucha controversia debido a sus escenas gore de decapitaciones. Los anuncios de promoción para Barbarian: The Ultimate Warrior, que mostraban a una modelo escasamente vestida conocida por sus poses en toples, provocaron algunas reacciones de indignación moral. La revista Electron User recibió cartas de lectores y organismos religiosos, quienes calificaron la imagen de "ofensiva y particularmente insultante para las mujeres" y una "publicidad pornográfica fea".
Richard Hanson, director general de Superior, comentó que la Advertising Standards Authority había confirmado que la imagen no era de mal gusto, y que la publicidad probablemente llevaría el juego a lo más alto en las listas de ventas.
Chris Jager, escritor de PC World, consideró la portada "un imán de controversias de mal gusto que presenta a una chica glamorosa y un gran tipo [en leotardo]".
Según Leinfellner, la controversia no afectó negativamente a Barbarian, sino que aumentó enormemente las ventas y el perfil del videojuego.
Los observadores de la industria de los videojuegos Russell DeMaria y Johnny Wilson comentaron que el público del Reino Unido estaba más preocupado por la escasa vestimenta de Whittaker que por el contenido sangriento del videojuego.
En 1988, la revista Advanced Computer Entertainment envió videos del juego a la Agencia Británica de Clasificación de Películas, que declaró que las decapitaciones eran simplemente "violencia de cuento" y que el juego probablemente habría recibido una certificación PG si se hubiera presentado a ellos. David Houghton, escritor de GamesRadar, afirmó que el juego recibiría una clasificación "Mature" ("adultos") por parte de Entertainment Software Rating Board si se publicara en 2009.
Por el contrario, Bundesprüfstelle für jugendgefährdende Medien prohibió la comercialización de Barbarian en Alemania por su contenido violento. La prohibición evitaba la promoción del videojuego y su venta a clientes menores de 18 años. Una versión censurada del juego, que cambió el color de la sangre a verde, fue posteriormente permitida para ser vendida libremente en el país. 
Los críticos quedaron impresionados con la jugabilidad sangrienta de Barbarian. Steve Jarratt de Zzap! 64 apreció la acción "rápida y frenética" y su colega Ciaran Brennan dijo que Barbarian debería haber sido el videojuego con licencia para la película de acción y fantasía Highlander (que tenía muchas peleas con espadas y decapitaciones). Brian Chappell, de Amiga Computing, Brian Chappell de Amiga Computing disfrutó de "despedazar al enemigo, especialmente cuando un golpe bien dirigido lo decapita". Aunque sorprendidos por la violencia del juego, el crítico de Antic dijo que "el juego de lucha con espadas es el mejor disponible en el ST". Según Jarratt, Barbarian representaba "nuevas cotas en los deportes sangrientos". Igualmente agradable para los críticos de Zzap! 64 y Tony Horgan de Amiga User International fue la simplicidad del videojuego; observaron que casi cualquiera podía familiarizarse rápidamente con la mecánica de juego, haciendo del modo de dos jugadores un pasatiempo divertido y rápido.
Aunque los personajes bárbaros usan los mismos sprites básicos, impresionaron a los críticos en Zzap! 64 y Amiga Computing con su animación suave y movimientos realistas. Sin embargo, los críticos de la versión de Amiga, expresaron su decepción con este port por no aprovechar la mayor capacidad gráfica de la computadora ni implementar sprites de personajes más detallados. Sin embargo, sus sonidos digitalizados obtuvieron elogios de Gary Penn, de Commodore User. Los críticos de Advanced Computer Entertainment tuvieron pensamientos similares sobre el port para Atari ST.
Al reseñar para Computer and Video Games, Paul Boughton quedó impresionado por los detallados efectos sangrientos del videojuego, como las secuelas de una decapitación, llamándolas "hipnóticamente horripilantes". Fueron estos pequeños detalles los que "[hacían] que el videojuego valga la pena", según Richard Eddy de la revista Crash. Ver "la cabeza [caer] al suelo [mientras la sangre brota del] cuello cortado, acompañado de un grito y un ruido sordo satisfactorio mientras el torso cae" resultó ser "algo satisfactorio" para Chappell, y la escena fue una "gran momento retrogaming" para el personal de Retro Gamer. El goblin que se ríe, que arrastra fuera los cadáveres, cautivó a algunos críticos;el equipo de Retro Gamer lamentó que la criatura no tuviera su propio videojuego. Las acciones del bárbaro también les impresionaron, por lo que lo nominaron como uno de sus 50 mejores personajes de las primeras tres décadas de los videojuegos.
Popular Computing Weekly consideró que la versión de Amstrad era la mejor, calificando la animación del Commodore 64 como "inestable". Your Sinclair, que le otorgó una puntuación de 7/10, se quejó de que era demasiado similar a juegos anteriores como The Way of the Exploding Fist y Ninja.
El juego resultó ser un gran éxito, alcanzando el primer puesto en las listas de todos los formatos en 1987 y el número uno en la lista del Acorn Electron en 1988.Leinfellner dijo que recibió cheques de regalías durante aproximadamente siete años, el primero de los cuales fue por 20 000 libras. Barbarian II: The Dungeon of Drax fue lanzado en 1988, y Barbarian III estaba en desarrollo. Van Wijk y Whittaker fueron contratados nuevamente para adornar la portada de la caja y los anuncios de promoción. Después del éxito de Barbarian, Palace Software comenzó a expandir su portafolio publicando videojuegos que fueron creados por otros desarrolladores. Sin embargo, Barbarian siguió siendo su videojuego más popular, recordado principalmente por sus violentas peleas con espadas y por Maria Whittaker.
En 2011, Anuman Interactive lanzó una nueva versión de este videojuego, adaptada a dispositivos de telefonía móvil y ordenadores: Barbarian - The Death Sword.
Un sucesor espiritual, Age of Barbarian, fue lanzado en 2012 por el desarrollador independiente italiano Crian Soft, con una versión ampliada y actualizada lanzada en 2016.